# Aleksandr Sergeyevich Fyodorov
Aleksandr Sergeyevich Fyodorov (Sevastopol, 26 de janeiro de 1981) é um jogador de polo aquático russo, medalhista olímpico.

## Carreira
Aleksandr Fyodorov fez parte do elenco medalha de bronze em Atenas 2004.